# Lý Tế Thâm
Lý Tế Thâm (Bính âm: 李济深, sinh năm 1886 – mất 9 tháng 10 năm 1959) là một nhà quân sự và chính khách của Trung Quốc. 
Ông từng là Tư lệnh Quân đoàn 4 Trung Hoa Dân Quốc, Tỉnh trưởng Quảng Đông, Ủy viên Ủy ban Quân sự và Quyền Hiệu trưởng trường quân sự Hoàng Phố. Sau khi chống đối Tưởng Giới Thạch rồi bị trục xuất khỏi Quốc dân đảng năm 1947, ông trở thành một trong 6 phó chủ tịch Chính phủ Nhân dân Trung ương nước Cộng hòa Nhân dân Trung Hoa sau khi chính phủ này thành lập ngày 1 tháng 10 năm 1949.

## Tiểu sử

### Thời trẻ
Lý sinh ra trong một gia đình trí thức quý tộc nhỏ tại Thương Ngô, Ngô Châu, Quảng Tây năm 1886. Mẹ ông mất khi ông mới 4 tuổi. Năm 1903, Lý nhập học trường trung học Ngô Châu, theo học với lãnh tụ phái hữu Quốc dân đảng là Hồ Hán Dân. Năm 1904, ông chuyển sang trường Trung học quân sự Lưỡng Quảng tại Quảng Đông, và 3 năm sau được chọn vào trường Sĩ quan lục quân tại Bắc Kinh. Ông nghỉ học sau khi Khởi nghĩa Vũ Xương bùng nổ vào tháng 10 năm 1911 để nhận chức Tham mưu trưởng Sư đoàn 22 quân cách mạng tại Giang Tô. Sau khi Trung Hoa Dân Quốc thành lập, Lý hoàn tất việc học và được giữ lại, nay mang tên trường Sĩ quan tham mưu lục quân.

### Khởi đầu sự nghiệp
Lý trở về Quảng Đông năm 1921 do lời mời của Tham mưu trưởng quân đội Quảng Đông Đặng Kháng. Đặng bị ám sát vào tháng 3 năm 1922, và Trần Quýnh Minh tổ chức đảo chính vào tháng 6 năm đó, nhưng bị Lý tham gia dập tắt. Nhờ công lao này, ông được thăng chức Tư lệnh Sư đoàn 1.
Năm 1924, sau một thời gian ngắn giữ chức Ủy viên Tái thiết Tây Giang-Ngô Châu và Tư lệnh đồn trú Ngô Châu, Lý trở thành Phó hiệu trưởng trường quân sự Hoàng Phố mới thành lập dưới quyền Tưởng Giới Thạch. Sau khi Tôn Dật Tiên mất vào tháng 3 năm 1925, Chính phủ Quảng Đông tái tổ chức thành Chính phủ Quốc dân, Lý được bổ nhiệm làm Tư lệnh Quân đoàn 4, trước đó là quân đội Quảng Đông. Ông tiêu diệt tàn quân Trần Quýnh Minh vào năm sau.
Khi Chiến tranh Bắc phạt bắt đầu vào tháng 7 năm 1926, Quân đoàn 4 của Lý tham gia. Trong thời gian này, Lý cũng kiêm nhiệm các chức Tỉnh trưởng Quảng Đông, Ủy viên Quân sự và Quyền Hiệu trưởng trường Võ bị Hoàng Phố. Năm 1927, ông được bầu vào Ban Chấp hành Trung ương Quốc dân đảng. Tháng 11 năm 1927, Lý rời Quảng Đông cùng Uông Tinh Vệ lên Thượng Hải tham dự hội nghị toàn thể của Ban Chấp hành để thống nhất đảng. Trong khi ông vắng mặt, Trương Phát Khuê phát động chính biến. Lực lượng trung thành với Lý buộc Trương đầu hàng, và Lý trở về Quảng Đông ngày 4 tháng 1 năm 1928.
Ngày 7 tháng 2 năm 1928, Lý trở thành ủy viên Ban Thường vụ Hội đồng Quân sự. Ông cũng được bổ nhiệm làm Tư lệnh Lộ quân 8 vừa thành lập. Ngày 1 tháng 3, Lý trở thành Chủ tịch Đảng bộ Quảng Đông, và ngày 30 tháng 3 được bổ nhiệm Tổng tham mưu trưởng quân đội Bắc phạt. Cùng năm, Lý tham dự các cuộc hội nghị tại Bắc Kinh, và giữ chức Quyền Tổng tư lệnh quân Bắc phạt một thời gian ngắn khi Tưởng Giới Thạch rời Bắc Kinh xuống Nam Kinh. Ông được bổ nhiệm vào Hội đồng Nhà nước ngày 8 tháng 10 rồi cải nhiệm Tỉnh trưởng Quảng Đông vào tháng 11.

### Chiến tranh Trung-Nhật và Ủy ban Cách mạng Quốc dân đảng
Năm 1929, Lý đến Nam Kinh tham dự Hội nghị toàn quốc lần thứ ba của Quốc dân đảng và dàn xếp xung đột giữa Chính phủ Quốc dân và Tân Quế hệ. Tuy nhiên, những cuộc đàm phán tan vỡ vào tháng 3, các thành viên phe này bị trục xuất khỏi Quốc dân đảng, và Lý bị quản thúc. Ông chỉ được thả sau khi người Nhật tấn công Thẩm Dương năm 1931.

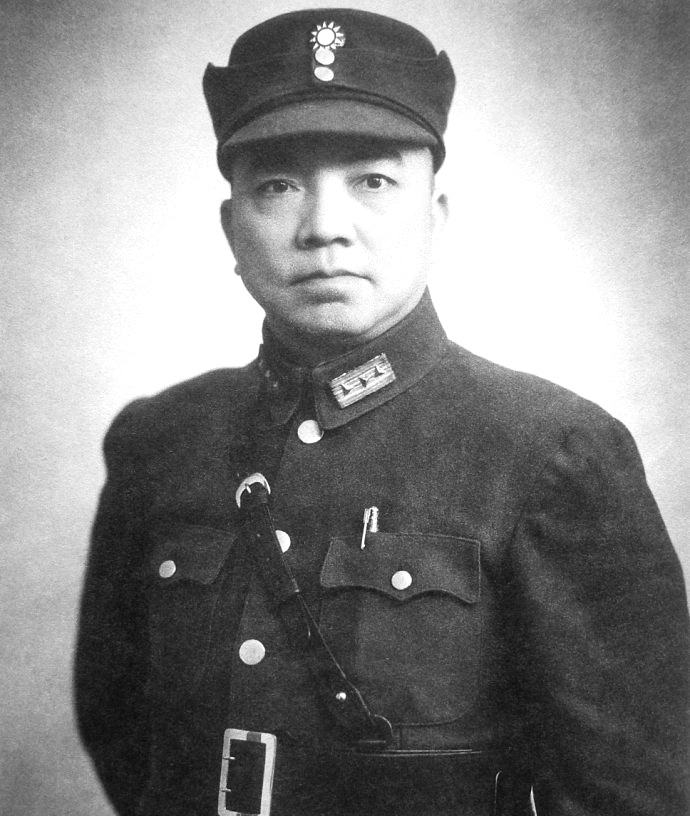
Lý Tế Thâm trong quân phục Thượng tướng Trung Hoa Dân Quốc.

Lý không có bất cứ ảnh hưởng chính trị nào tới năm 1933, khi ông cùng Trần Minh Khu nổi dậy tại Phúc Kiến. Lý trở thành Chủ tịch Chính phủ nhân dân tại Phúc Châu, nhưng cuộc nổi dậy nhanh chóng bị dập tắt, Lý phải trốn sang Hồng Kông vào tháng 1 năm 1934.
Năm 1935, Lý cùng các cộng sự thành lập Liên đoàn Cách mạng Nhân dân Trung Hoa, kêu gọi kháng chiến chống Nhật và lật đổ Chính phủ Quốc dân. Năm 1936, Lý tham gia một liên minh Quảng Đông-Quảng Tây chống lại chính phủ, nhưng một lần nữa thất bại, Lý trở về Hồng Kông. Lệnh bắt giữ ông cũng bị hủy bỏ.
Năm 1938, Lý được phục hồi tư cách đảng viên Quốc dân đảng, trở lại Ủy ban Quân sự và Hội đồng Nhà nước. Trong Chiến tranh Trung-Nhật, Lý giữ một vài chức vụ trong quân đội. Năm 1944, ông được bổ nhiệm Chủ tịch Ủy ban Cố vấn quân sự, nhưng thay vào đó tập trung vào việc củng cố hệ thống phòng thủ trước quân Nhật tại Quế Nam. Tại Hội nghị toàn quốc lần thứ sáu của Quốc dân đảng vào tháng 5 năm 1945, Lý được bổ nhiệm vào Ủy ban Cố vấn Trung ương Quốc dân đảng, rồi đại biểu trong Quốc dân Đại hội vào năm sau.
Ngày 31 tháng 7 năm 1946, Lý Tế Thâm được phong quân hàm Thượng tướng dù không còn là quân nhân hiện dịch.
Ngày 8 tháng 3 năm 1947, Lý ra thông cáo kêu gọi hòa hợp giữa Quốc dân đảng và Đảng Cộng sản. Vì việc này, ông lại bị trục xuất khỏi Quốc dân đảng với lý do là tự tiện phát ngôn và kích động bạo loạn. Lý bắt đầu tập hợp những đảng viên và cựu đảng viên Quốc dân đảng bất mãn với Chính phủ Quốc dân. Họ thành lập Ủy ban Cách mạng Quốc dân đảng năm 1948, Lý là chủ tịch đầu tiên.

### Cộng hòa Nhân dân Trung Hoa
Lý rời Hồng Kông đầu năm 1949 đến Bắc Kinh, hỗ trợ việc thành lập Cộng hòa Nhân dân Trung Hoa. Sau lễ ra mắt của chính phủ mới, Lý trở thành một trong 6 phó chủ tịch chính phủ, cũng như Phó chủ tịch Hội Hữu nghị Trung-Xô. Tháng 1 năm 1953, Lý trở thành ủy viên Ủy ban Soạn thảo Hiến pháp nước Cộng hòa Nhân dân. Ông cũng là ủy viên Quốc vụ viện từ năm 1954. Hiến pháp mới giảm bớt số lượng phó chủ tịch nước từ 6 xuống 2, nên Lý từ chức và sang giữ chức Phó chủ tịch Ủy ban Thường vụ Quốc vụ viện. Lý giữ chức này tới khi mất ngày 9 tháng 10 năm 1959 tại Bắc Kinh do ung thư dạ dày và xuất huyết não.

### Đời tư
Lý kết hôn vài lần và có nhiều con cái. Một người con của ông trở thành Trưởng khoa trường nông nghiệp Đại học Lĩnh Nam trong những năm 1940, trong khi những người khác bị tống giam năm 1952 do bị kết án là địa chủ bóc lột. Ba con gái của ông theo học tại Đại học Yên Kinh từ năm 1950.